# FIP (радиостанция)
«ФИП» (FIP, сокр. от France Inter Paris) — французский радиоканал с региональными вставками, вещание по которому ведёт национальная компания «Радио Франс». В 1971—1975 гг. Управление французского радиовещания и телевидения вело радиовещание по одноимённому радиоканалу, звучавший изначально в Париже, с 1972 года — в Бордо, Реймсе, Марселе, Лилле и Лионе, с 1973 году расширение продолжается — в Тулузе, с 1974 года — в Нанте.

## История
Радиостанция основана в 1971, как региональная станция Парижа. В эфире звучат непрерывная музыка, на которой выходят ведущие-женщины не называя себя, а 50 минуте часа выходят короткий выпуск новостей. В 1978 году открыта станция в Страсбурге. В 1982 году появляется студия в Ницце. В 1984 году закрыта студия в Тулузе. В 1985 году появляется станция в Туре. В 1986 году открывается студия в Шербуре, однако уже в 1987 году студия будет отдана под локальную станцию Radio France Cherbourg. В 1988 году студии в Туре и Реймсе отданы под вещание локальных станций Radio France Tours и Radio France Reims. В 1997 году в городе Брайтон, графство Восточный Суссекс, Великобритания местными пиратами начинается трансляции на двух частотах 91,0 и 98,5 МГц — FIP. Все индификаторы RDS говорят, что это вещание идет с территории Франции, но на самом деле сигнал берется со спутника. Станция становится очень популярна. В 2000 году, студии, либо переходят под локальные станции, там, где их не было, как, в Меце и Ницце, либо вообще закрываются, как в Лилле, Лионе, Марселе, а их частоты передаются молодежной станции Radio France — Le Mouv. Однако, из-за масштабных протестов слушателей в Страсбурге, Бордо и Нанте принято решение оставить студии FIP. В оставшихся городах принято решение транслировать программу из Парижа. В 2007 году к пиратам в Брайтоне наведываются полиция и Ofcom, и конфискуют все оборудование. FIP и пиратам из Брайтона принадлежит неофициальный рекорд Великобритании по 10-летнему пиратскому вещанию. Учитывая популярность своей станции в Англии Radio France обращалась к Великобритании с предложением выдать лицензии, но получило отказ. С 1996 года выпуски новостей FIP транслируется на ряде местных коммерческих станций Франции(RVB, Village FM, Cob FM, Radio 4).

## Стиль
Стиль мало изменился с момента основания — непрерывная музыка, прерывается короткими выпусками новостей, без рекламы.
Транслируют джаз, этническую музыку, шансон, рок,
классическую музыку и другие стили, стараясь делать плавный переход от одного к другому.
FIP — одна из немногих станций в мире, которые транслируют в этом стиле круглосуточно.
Вещание идёт вживую с 7 утра и до 11 вечера, после чего компьютер проигрывает подборку из предыдущих программ.

## Радиовещание
Частоты в УКВ(FM) диапазоне во Франции:
- Paris/Île-de-France: 105.1 MHz
- Bordeaux: 96.7 MHz/Arcachon: 96.5 MHz
- Montpellier: 99.7 MHz
- Nantes: 95.7 MHz/Saint-Nazaire: 97.2 MHz
- Strasbourg: 92.3 MHz
- Marseille: 90.9 MHz
- Rennes: 101.2 MHz
- Toulouse: 103.5 MHz

Спутниковое вещание: 
Спутник — Астра 1L:
- частота:11 568 MHz
- транспондер:24
- скорость передачи данных:22 000
- поляризация: V
- FEC: 5/6
- SID:8520
- PID:1903 °F

Также вещают через интернет:
- Интернет-радио 128 kbit/s stereo —